# Begonia rajah
Begonia rajah (лат.) — многолетнее цветковое растение, вид рода Бегония (Begonia) семейства Бегониевые (Begoniaceae). Эндемик штата Тренгану на полуострове Малакка в Малайзии. Имеет яркие бронзовые листья и контрастные зелёные прожилки. Культивируется в Европе и США.

## История и этимология
Begonia rajah — редкий вид бегонии из Малайзии. Вид был собран местным коллекционером в 1892 году и описан английским ботаником Генри Николасом Ридли (1855—1956) в 1894 году. После его ввоза в Англию вид получил Сертификат первого класса от Королевского садоводческого общества в 1894 году. Шоколадно-коричневые крапчатые листья бегонии сделали его очень популярным среди энтузиастов, но вскоре после его открытия он исчез из дикой природы Тренгану. Хотя Begonia rajah стал одним из самых востребованных малазийских бегоний в культуре, вид считался вымершим в дикой природе до его повторного открытия в штате Джохор в 1989 году. В 2018 году вид был отнесён к новой секции Jackia вместо секции Reichenheimia.
Видовой эпитет rajah на санскрите означает «король» и, вероятно, был выбран для обозначения этого вида как самой красивой бегонии.

## Описание
Многолетнее травянистое растение, образующее узкие ползучие корневища. Листья — яйцевидные, сердцевидные у основания с перекрывающимися лопастями. Зрелые листья достигают длины 10 см. Листья с обеих сторон тёмно-шоколадные или махагоново-коричневые. Молодые листья почти красные. Характерны яблочно-зелёные прожилки. Область между прожилками куполообразная. Соцветие — обоеполое, с розовато-белыми мужскими цветками с 4 околоцветниками и женскими цветками с 3 околоцветниками. Цветёт летом.

## Культивирование
С момента своего открытия и последующего введения в Сингапурский ботанический сад этот вид высоко ценился среди коллекционеров бегоний и даже получил медаль первой степени от Королевского общества садоводства в 1894 году. Несмотря на многочисленные ботанические исследования в его поисках после его первого открытия, последний раз этот эндемичный вид был замечен в его естественной среде обитания в 1989 году врачом и специалистом по тропическим бегониям Рут Кью. То немногое, что известно о его естественной среде обитания, получено благодаря этой записи, которая указывает на присутствие этого вида во влажной среде, около водопада, с не очень высокими температурами и защищённым от света в тени или полутени. Уничтожение его биотопа привело к тому, что на протяжении десятилетий его статус сохранения был «Исчезнувший в дикой природе». Однако благодаря усилиям ботанических садов и коллекционеров, посвятивших себя его выращиванию ex situ, Begonia rajah сегодня можно найти во многих коллекциях и некоторых ботанических садах в Европе и США.
Для выращивания молодой бегонии необходимо обеспечивать относительно высокую влажность, около 80 %, при температуре 20-25 ºC. Однако взрослое растение можно акклиматизировать к более низкой влажности окружающей среды, около 60 %, что позволяет выращивать его вне теплиц в умеренном климате. Как и у многих других бегоний, цвет листьев во многом зависит от условий выращивания. Чтобы добиться более интенсивного цвета листвы, необходимо выращивать его при тусклом освещении, что также подчеркивает блеск листьев и образование цветков. Субстрат, состоящий из органического материала, такого как разложившиеся листья, торф и гумус, в сочетании с акадамой, перлитом или пемзой и мхом сфагнумом, будет стимулировать рост корней и оптимальное развитие растения. Полив рекомендуется жёсткой водой с высоким pH (7-8), что имитирует тип воды, которую растение получает из известковых ручьёв в дикой природе. Размножение с помощью вегетативного размножения может дать до 10 клонированных особей на лист. Половое размножение путём прорастания семян создаёт генетически различные особи, которые увеличивают генетическую изменчивость этого вида, находящегося под угрозой исчезновения.
Из-за простоты выращивания и цветения этого вида существует множество гибридов, которые имеют B. rajah в качестве родительского вида.